# Hazelskink
De hazelskink of Italiaanse hazelskink (Chalcides chalcides) is een hagedis uit de familie skinken (Scincidae). De soort wordt ook wel drieteenskink genoemd en staat ook bekend onder de naam ertshazelworm. De skink komt voor in zuidelijk Europa en noordoostelijk Afrika en leeft in begroeide gebieden, het lichaam is hierop aangepast. De skink heeft een slangachtig voorkomen en heeft zeer kleine pootjes die ieder slechts drie tenen hebben, de hagedis beweegt zich ook slangachtig voort. De ontwikkeling is bijzonder aangezien de vrouwtjes een soort placentaal weefsel ontwikkelen om de embryo's te voeden en te ontlasten, wat bij de reptielen erg zeldzaam is.
De degeneratie van de ledematen van de hazelskink is goed onderzocht en blijkt complexer dan werd gedacht. De hazelskink is een insecteneter en heeft voornamelijk te vrezen van vogels en slangen. De skink wordt door de mens bedreigd door agrarische activiteiten en het bouwen van huizen in geschikte leefgebieden.

## Naamgeving en taxonomie

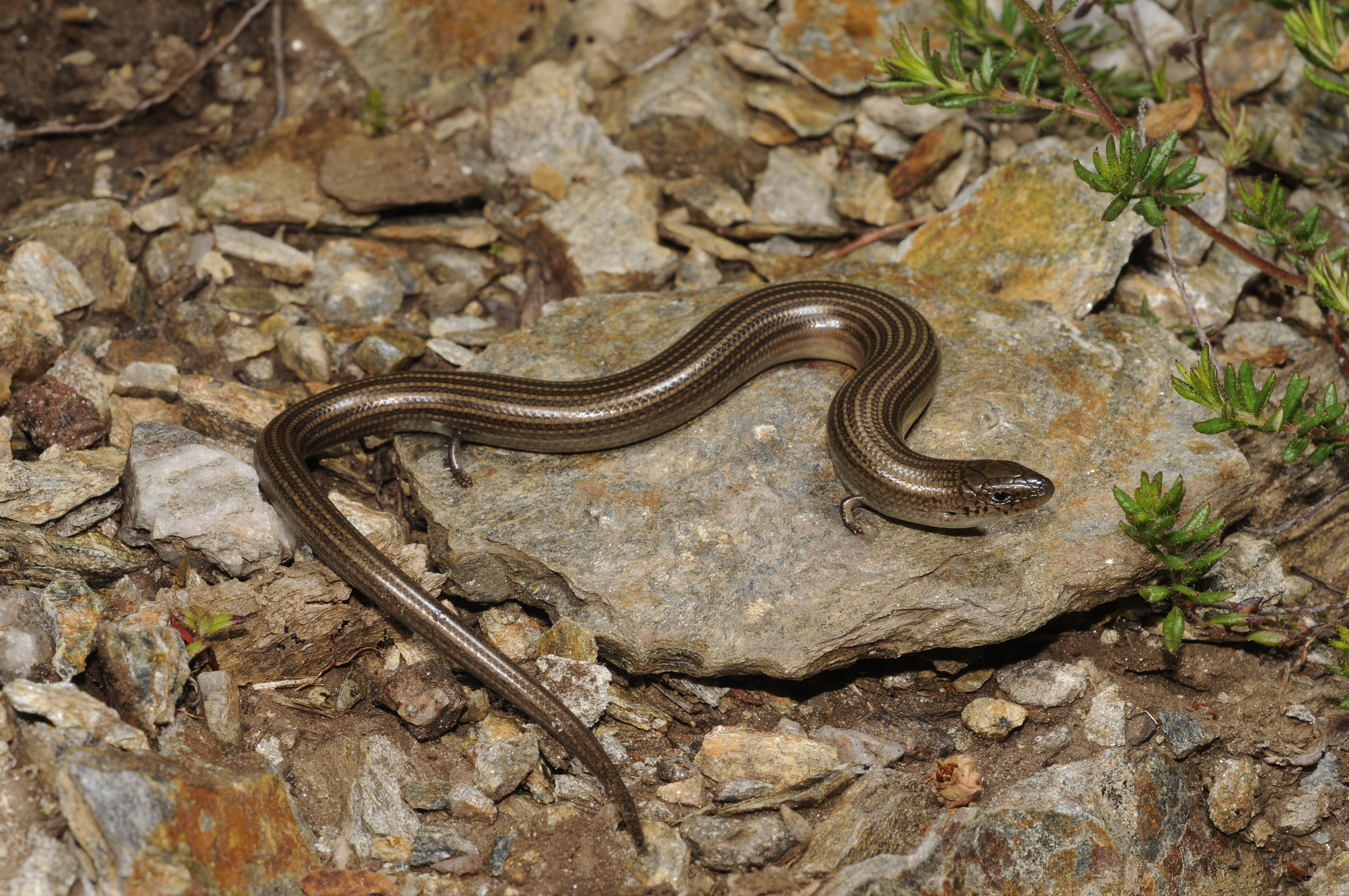
Chalcides striatus is een voormalige ondersoort van de hazelskink.

De wetenschappelijke naam van de soort werd voor het eerst voorgesteld door Carl Linnaeus in 1758. Linnaeus gebruikte de naam Lacerta Chalcides, tegenwoordig wordt het geslacht Lacerta tot de familie echte hagedissen (Lacertidae) gerekend.
De Nederlandstalige naam hazelskink verwijst naar de lichaamskleur. Ook de wetenschappelijke geslachts- en soortnaam verwijzen naar de basiskleur, chalcides betekent koperkleurig. In andere talen wordt verwezen naar de drie tenen, zoals het Engelse 'three-toed skink' (drieteenskink).
In het Duits wordt de naam 'ertshazelworm' (Erzschleiche) gebruikt.

### Ondersoorten
Er worden tegenwoordig twee ondersoorten erkend die verschillen in verspreidingsgebied. Chalcides chalcides chalcides komt voor in zuidelijk Europa en Chalcides chalcides vittatus komt voor in noordelijk Afrika. Vroeger werden nog meer ondersoorten erkend zoals Chalcides chalcides mertensi uit Marokko en Algerije en Chalcides chalcides striatus die tot in Portugal voorkomt.
Deze voormalige ondersoorten worden tegenwoordig echter als aparte soorten beschouwd, respectievelijk Chalcides striatus en Chalcides mertensi.
| Naam                         | Auteur         | Verspreidingsgebied                                 |
| ---------------------------- | -------------- | --------------------------------------------------- |
| Chalcides chalcides          | Linnaeus, 1758 | Overige delen van het verspreidingsgebied.          |
| Chalcides chalcides vittatus | Leuckart, 1828 | Libië, Tunesië, Italië (geïntroduceerd op Sardinië) |

## Verspreiding en habitat

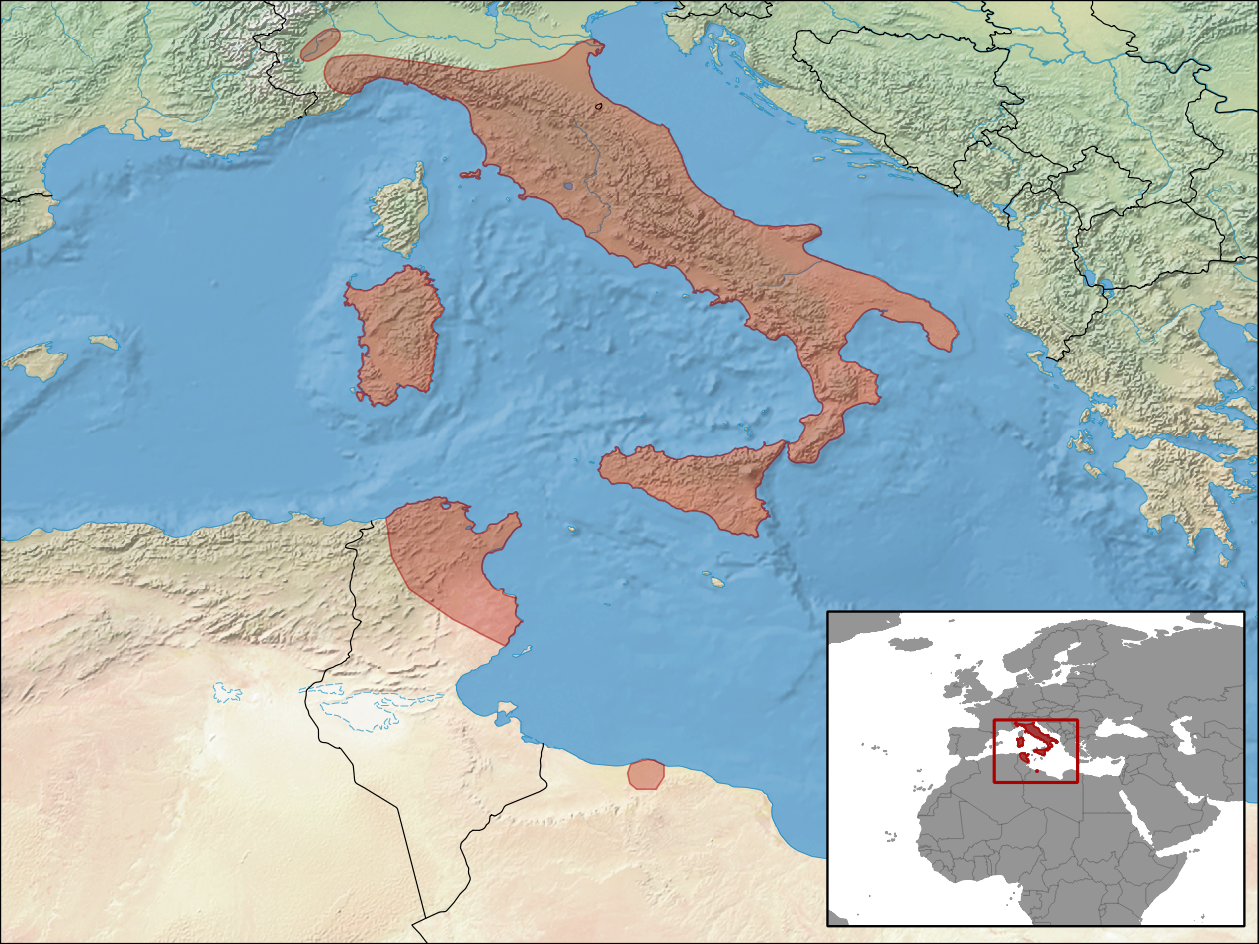
Verspreidingsgebied in het rood.

Het verspreidingsgebied van de hazelskink is verdeeld in twee delen; het zuidelijke deel van Europa in het noorden en delen van noordelijk Afrika in het zuiden. In zuidelijk Europa komt de ondersoort Chalcides chalcides chalcides voor. De hazelskink komt voor in de landen Italië (inclusief Sardinië en Sicilië), zuidelijk Frankrijk, Gibraltar, Portugal en Spanje. In het zuidelijke deel van het verspreidingsgebied komt de ondersoort Chalcides chalcides vittatus voor, in de landen Libië en Tunesië.
In een aantal bronnen worden ook de landen Algerije en Marokko genoemd als verspreidingsgebied. Vroeger werd een derde ondersoort erkend; Chalcides chalcides mertensi, die in Marokko en Algerije voorkomt maar tegenwoordig als een aparte soort wordt beschouwd. Door deze taxonomische wijziging komt de hazelskink de facto niet meer voor in westelijk Noord-Afrika.
De hazelskink is een bodembewoner die leeft in begroeide gebieden, waar het lichaam op is aangepast. Veel gravende hagedissen hebben hun pootjes grotendeels verloren om te kunnen graven, maar de hazelskink gebruikt het slangachtige lichaam om snel tussen dichte begroeiing te manoeuvreren. Geschikte leefomgevingen zijn grasland, heide, weilanden, heggen, open delen van bossen met een dichte bodembegroeiing en begroeide plaatsen langs oppervlaktewater. Ook in door de mens aangepaste terreinen zijn geschikt, zoals houtwallen en braakliggende terreinen. De habitat van de skink is afhankelijk van de locatie, in Italië wordt de soort voornamelijk in klaver en graslanden aangetroffen terwijl de skink in Tunesië voornamelijk in kurkeikenbossen wordt gevonden. In het Atlasgebergte leeft de skink in drogere, rotsige omgevingen en kan worden aangetroffen tot een hoogte van 2300 meter boven zeeniveau.

## Uiterlijke kenmerken

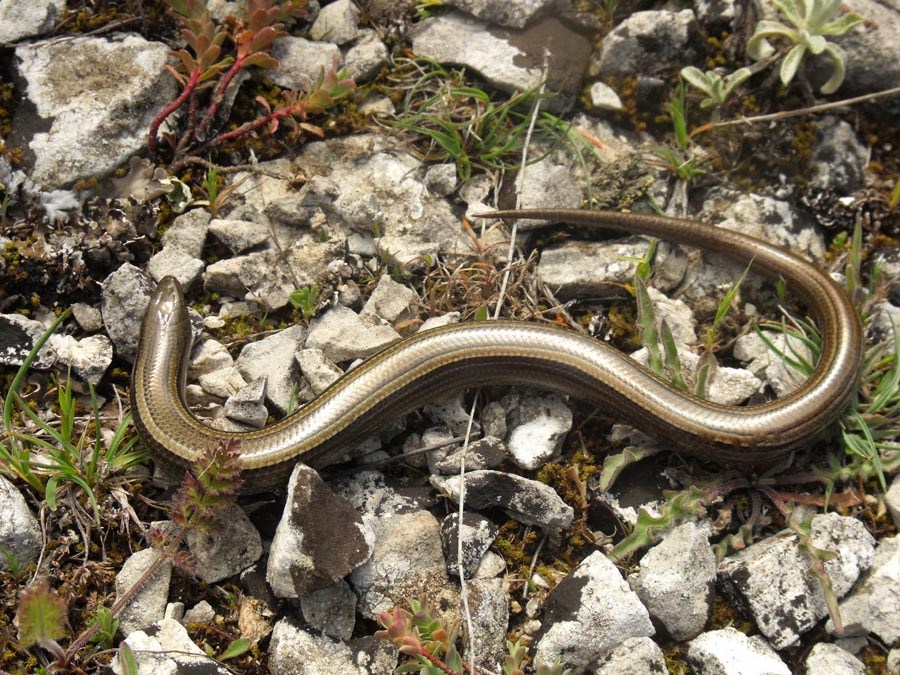
De hazelskink heeft een bruine lichaamskleur en glanzende schubben.

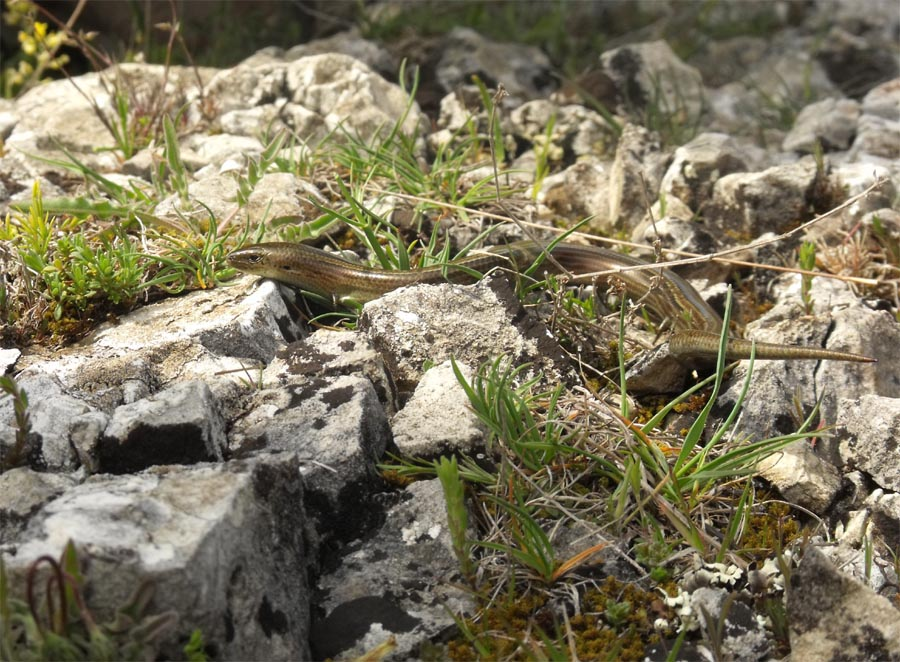
Het pootloze lichaam dient om zich snel door begroeiing te bewegen.

De hazelskink heeft een lang, slangachtig lichaam zonder duidelijke poten. Het lichaam heeft een bruine basiskleur en een opvallende gladde en glanzende schubbenhuid. De schubben zijn niet gekield en overlappen elkaar aan de achterzijde. De schubben zijn onderhuids voorzien van benige plaatjes die de osteodermen worden genoemd en zorgen voor een steviger pantser.
De hazelskink lijkt op het eerste gezicht sterk op de veel bekendere hazelworm (Anguis fragilis), die onder andere in België en Nederland voorkomt. Deze soort behoort echter tot de echte hagedissen en is volledig pootloos, terwijl de hazelskink twee paar zeer kleine pootjes bezit met ieder drie tenen. Het belangrijkste verschil is de stijfheid van de hazelworm; de hazelskink is veel behendiger wat de vergelijking met slangen versterkt. In rust wordt het lichaam schotel-achtig opgerold wat eveneens aan slangen doet denken.
De lichaamskleur is bruin, de kleur doet denken aan de kleur van de hazelnoot en de buikzijde is lichter tot wit, veel exemplaren zijn licht gestreept in de lengte. Over het midden van de rug loopt een smalle bruine strook met aan weerszijden twee lichtere brede stroken en daaronder weer twee tot drie donkere strepen op iedere flank; de buik is zeer lichtbruin tot witgeel. De kleurvariatie is niet groot; van bruingrijs tot bruingroen; olijfkleurige of groene exemplaren komen niet veel voor. De lichaamslengte is ongeveer 40 centimeter inclusief staart, maar veel exemplaren blijven kleiner. Een van de grootst bekende exemplaren mat 43 centimeter waarvan twee derde (28 cm) bestond uit de staart.
Het geslachtsonderscheid is moeilijk; mannetjes en vrouwtjes zijn lastig uit elkaar te houden. Over het algemeen worden de vrouwtjes iets langer dan de mannetjes. Verder zijn er geen uiterlijke verschillen en de dieren zijn ook niet anders gekleurd, zelfs niet in de paartijd zoals veel andere hagedissen. Van in gevangenschap beschreven dieren is het geslacht vaak het best te bepalen door het gedrag te observeren. Hazelskinken die in een terrarium worden gehouden is het belangrijk het geslacht vast te stellen omdat mannetjes agressief naar elkaar zijn.
De kop van de hazelskink is niet wigvormig afgeplat zoals bij veel andere soorten skinken maar is eerder kegelvormig; de snuit is stomp. Het onderste ooglid bevat een transparant deel dat dient als een soort venster. Hierdoor kan de hazelskink met gesloten ogen toch nog enigszins zien, deze aanpassing is ook bij veel andere hagedissen bekend, met als voorbeeld de brilhagedis (Scelarcis perspicillata). De ooropeningen zijn relatief groot, ze zijn groter dan de neusgaten. Dit in tegenstelling tot andere slangachtige hagedissen die een gravende levenswijze hebben, bij deze soorten zijn de ooropeningen klein om verstopping met deeltjes van het substraat tijdens het graven te voorkomen.
De poten hebben geen echte pedale functie meer en zijn rudimentair. De voorpoot is altijd iets groter dan de achterpoot, een exemplaar met een voorpootlengte van 0,8 centimeter heeft bijvoorbeeld een achterpootlengte van 1,3 cm. Bij het kruipen door grasland worden alle poten achterwaarts tegen het lichaam gedrukt om minder weerstand te bieden. Ook tijdens het zwemmen worden alle poten tegen het lichaam gedrukt, daarnaast worden kronkelende lichaamsbewegingen bewegingen gemaakt om vooruit te komen. De voorpoten worden wel gebruikt om het lichaam te sturen op rotsige ondergronden waar het lichaam minder grip heeft. De ontwikkeling van de pootjes is goed onderzocht, bij de skinken uit het geslacht Chalcides komen namelijk verschillende stadia van ontwikkeling voor. De parelskink heeft vijf tenen, net als de meeste andere hagedissen, en wordt gezien als een primitieve soort. De skink Chalcides guentheri heeft helemaal geen tenen en vingers meer, en wordt beschouwd als de sterkst ontwikkelde soort. De hazelskink zit hier met zijn drie tenen en vingers tussenin.
Een bijzonderheid in de ontwikkeling van de tenen en vingers is dat deze anatomisch lijken te zijn ontstaan uit de oorspronkelijke eerste drie tenen en vingers. Bij het bestuderen van de zich ontwikkelende ledematen van het embryo blijkt echter dat de vingers en tenen zich ontwikkelen uit de oorspronkelijke tweede, derde en vierde positie. Deze verschuiving is vermoedelijk het gevolg van de expressie van het Hoxgen, dat bij gewervelde dieren de vorm en positie van de ledematen regelt. Opmerkelijk is dat exact hetzelfde zich voordoet bij de vingers van vogels, die eveneens een dergelijke verschuiving kennen bij de ontwikkeling van de vleugels.
De staart is vanaf de bovenzijde moeilijk van het lichaam te onderscheiden, aan de onderzijde begint de staart achter de cloaca wat duidelijk is te zien. De staart kan bij bedreiging worden afgeworpen, dit wordt wel caudale autotomie genoemd. Dit gebeurt meestal bij predatie als de skink wordt vastgegrepen bij de staart. Bij de hazelskink bevechten de mannetjes elkaar fel om een vrouwtje waarbij ze elkaar in het lichaam bijten en het komt voor dat hierdoor de staart verloren gaat. In het veld zijn hierdoor weinig dieren te vinden die hun oorspronkelijke staart dragen. De afgeworpen staart blijft enige tijd beweeglijk om een vijand af te leiden. De staart breekt af bij een speciale, verzwakte staartwervel, de staart groeit uiteindelijk weer aan maar blijft kleiner dan de oorspronkelijke staart. Aan gezien de staart bij de hagedissen als vetopslag dient voor mindere tijden zal de skink deze alleen in nood of bij vastpakken afwerpen.

### Onderscheid met andere soorten
De hazelskink is te verwarren met verschillende andere soorten uit het geslacht Chalcides en verschillende andere skinken. De hazelworm (Anguis fragilis), die in grote delen van Europa voorkomt, is volledig pootloos en is gemakkelijk te onderscheiden. De scheltopusik (Pseudopus apodus) heeft zeer kleine pootrestanten van enkele millimeters en wordt daarnaast veel groter. Deze laatste twee soorten zijn echte hagedissen die op skinken lijken, het onderscheid met verwante Chalcides- soorten is moeilijker. Het beste kan gekeken worden naar de vorm van de poten, die per soort verschilt. De parelskink (Chalcides ocellatus) heeft kleine pootjes met vijf tenen, maar heeft ook een duidelijk gedrongen lichaam. Chalcides guentheri is veel lichter van kleur en heeft een bijna geelbruin lichaam. Daarnaast is het lichaam relatief langer, en heeft veel kleinere ledematen, ook is de snuit langer.

## Voedsel en vijanden

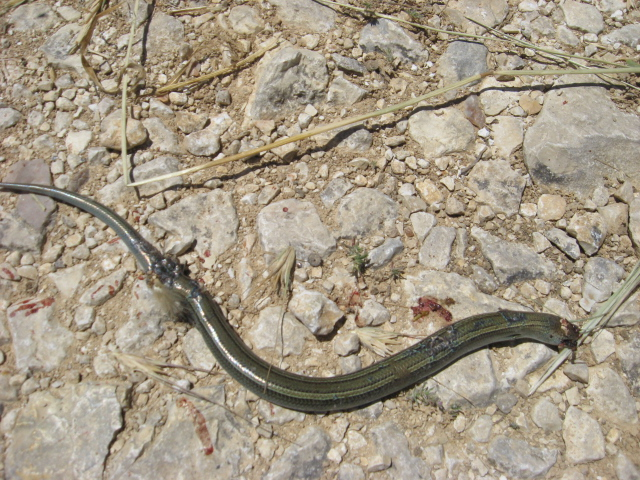
Dit exemplaar is gedood door een valkachtige.

De hazelskink is een carnivoor die insecten en andere kleine ongewervelden eet. Vooral insecten en de larven staan op het menu, zoals stofluizen, mieren, rupsen, oorwormen en sprinkhanen. Ook andere ongewervelden zoals duizendpoten en spinnen worden gegeten. Van in gevangenschap gehouden exemplaren is bekend dat kannibalisme vaak voorkomt, de jongen zijn soms niet veilig voor hun moeder.
Bij het jagen op prooien wordt de bovenzijde van het lichaam boven het maaiveld uitgestoken zodat de omgeving kan worden overzien. Bij het zien van een prooi sluipt de skink snel dichterbij om deze te vangen. De hazelskink is zeer behendig; vliegende insecten kunnen door een sprong uit de lucht worden geplukt.
Vijanden van de hazelskink zijn roofvogels, rovende zoogdieren en slangen. Voorbeelden van roofdieren die samenleven met de skink zijn slangen zoals Hemorrhois hippocrepis en Macroprotodon brevis en zoogdieren zijn onder andere vossen en civetkatten. Voorbeelden van vogels die in het leefgebied voorkomen en hagedissen eten zijn reigers, kiekendieven en haviken. Uit onderzoek naar de maaginhoud van dergelijke roofdieren is gebleken dat de hazelskink slechts een klein deel van het menu uitmaakt. De skink weet vaak te ontsnappen aan een vijand door snel in de begroeiing te vluchten. Als een vijand heel dichtbij komt, kan de skink een sprong in de lucht maken om zo te ontkomen. Als een exemplaar wordt opgepakt zal het proberen te bijten. Ook kan de staart worden afgeworpen, zodat de predator wordt afgeleid door de kronkelende staart en de skink kan vluchten.

## Voortplanting en ontwikkeling

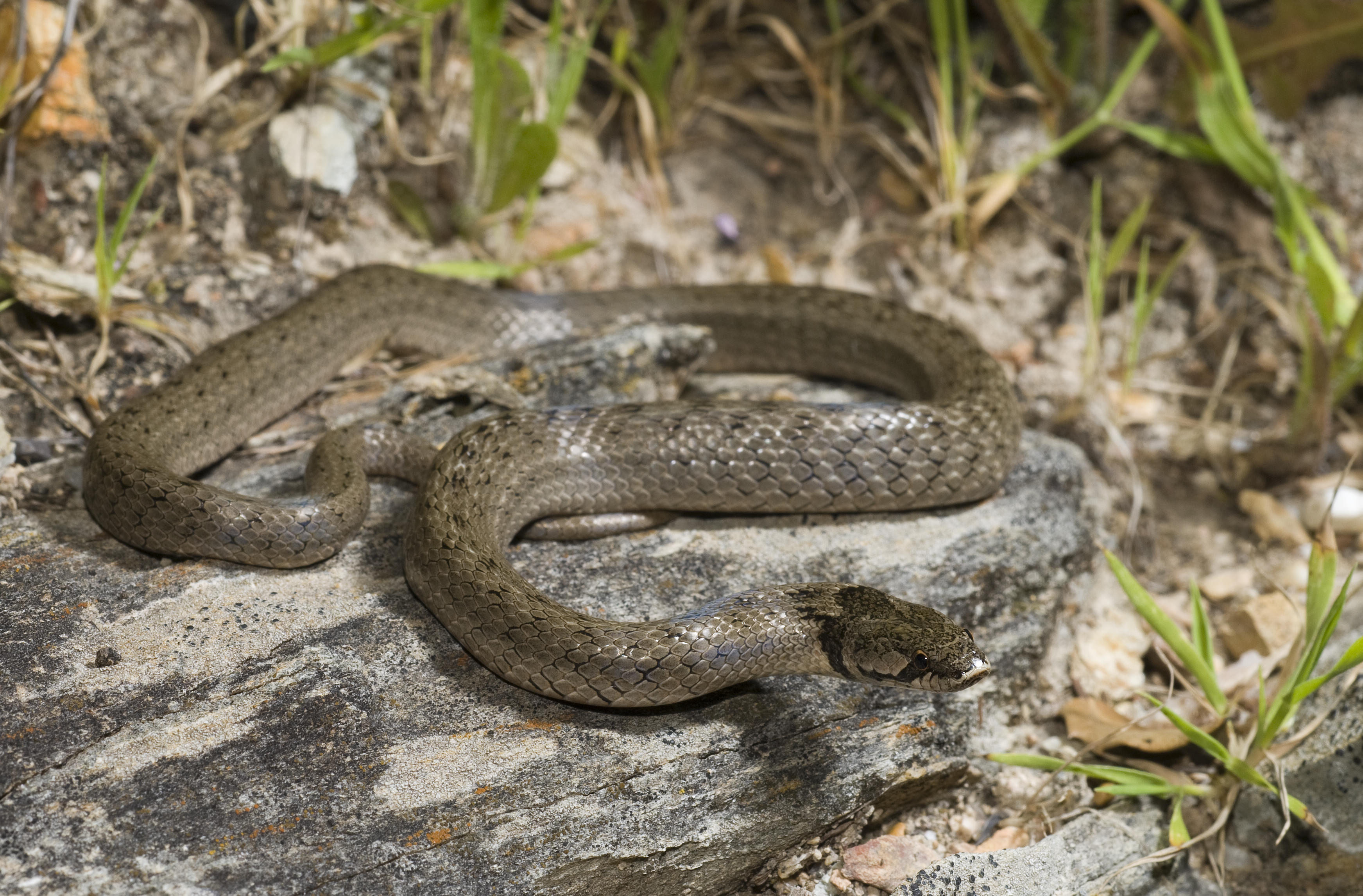
De toornslangachtige Macroprotodon brevis is een van de bekende vijanden van de hazelskink.

De hazelskink is koudbloedig en verhoogt zijn lichaamstemperatuur door het nemen van een zonnebad. De skink is in de lente en vroege zomer voornamelijk overdag actief maar probeert gedurende het warme deel van de zomer te ontkomen aan de hitte. In de zomer is de skink zowel 's ochtends als aan het einde van de middag actief. De rest van de dag wordt gescholen in koelere plekken zoals onder stenen. In de herfst worden de temperaturen te laag om nog actief te zijn, en gaan de dieren in een winterslaap. De dieren kunnen dan in groepen worden aangetroffen in ondergrondse verblijfplaatsen van ongeveer 30 tot 36 centimeter diep. Het overwinteren in groepen is ook van andere reptielen bekend, een voorbeeld is de adder (Vipera berus).
Als de temperaturen hoog genoeg zijn wordt het winterkwartier verlaten en vangt de voortplantingstijd aan. Gedurende deze tijd zijn mannetjes agressief tegen elkaar en bijten hun volwassen soortgenoten om ze te verjagen. De hazelskink is eierlevendbarend, wat betekent dat de jongen zich volledig in het lichaam van de moeder ontwikkelen. De draagtijd is relatief lang in vergelijking met eierleggende hagedissen en varieert van drie tot vier maanden.
De hazelskink heeft een vergevorderde vorm van levendbarendheid ontwikkeld, wat zeldzaam is bij reptielen. De meeste hagedissen zijn eierleggend, dit is de standaardvorm van het voortbrengen van nageslacht bij de reptielen.
Sommige slangen en hagedissen, zoals de meeste vertegenwoordigers van het geslacht Chalcides behouden de eieren in het lichaam en laten deze versneld ontwikkelen door zich veel op te warmen aan de zon. Als de embryo's op uitkomen staan worden ze ter wereld gebracht, zodat ze geheel ontwikkeld zijn en direct hun eigen weg kunnen gaan. De hazelskink echter heeft de meest ontwikkelde vorm van embryonale ontwikkeling, de embryo's worden voorzien van water en voedsel in het moederlichaam en daarnaast worden de excrementen afgevoerd. Waar de andere eierlevendbarende soorten gebruikmaken van enkele uterale vliezen heeft de hazelskink een placenta-achtige structuur ontwikkeld die vergelijkbaar is met die van zoogdieren.
Als de jonge hagedissen worden geboren zitten ze niet in een ei maar gaan direct hun eigen gang. De jongen zijn na hun geboorte meteen zelfstandig maar blijven vaak enige tijd bij de moeder in de buurt. De juvenielen zijn bij hun geboorte ongeveer 8 tot 9,5 centimeter lang, het aantal jongen varieert van drie tot vijftien. Oudere en grotere vrouwtjes produceren meer jongen dan jongere en kleinere vrouwtjes. Als er minder jongen ter wereld komen zijn deze echter vaak groter, als het aantal nakomelingen groter is zijn de juvenielen kleiner. De jonge skinken eten kleinere prooien dan de volwassen dieren. Ze zijn echter vraatzuchtig en kunnen binnen enkele weken in omvang verdubbelen. De jonge skinken zijn na drie jaar volwassen en kunnen zich voortplanten.

## Bedreiging door de mens
Tegenwoordig is er veel bekend over de dieren en weet men in de streken waar de skink van nature voorkomt wel het verschil tussen deze nuttige insecteneter en een potentieel gevaarlijke slang. Vroeger echter werden de hazelskinken op grote schaal afgemaakt vanwege het slangachtige uiterlijk. Dit werd nog aangewakkerd door het bijgeloof dat de onschuldige hazelskink een gevaarlijke beet had. Als men werd gebeten door een 'slanghagedis' zou het dier een sterk gif toedienen waardoor het vlees zou gaan rotten.
Een verouderde geslachtsnaam van de hazelskink verwijst hiernaar, Seps is afgeleid van Oudgrieks σήπειν, sēpein dat 'rotten' betekent. Tegenwoordig weten we dat de hagedis niet giftig is en de beet in principe geen rottende wonden veroorzaakt.
De hazelskink wordt tegenwoordig op verschillende manieren bedreigd door de mens, de voornaamste bedreiging is landschapsverandering of -vernietiging. Deze aanpassingen vinden voornamelijk plaats door een intensievere landbouw waardoor de begroeiing steeds verdwijnt na de oogst. Met name langs oevers van wateren, die geliefd zijn bij projectontwikkelaars voor de bouw van huizen wordt de grond bouwrijp gemaakt wat funest is voor de begroeiing. Ook het toerisme draagt bij aan het aanpassen van kuststreken door de bouw van hotels en drukke recreatiegebieden. Het bouwen van huizen langs de favoriete habitat van de hazelskink in lager gelegen gebieden bestaande uit de oevers van zoetwaterlichamen zoals rivieren en meren doen de populaties geen goed.
Hoewel het verspreidingsgebied steeds kleiner wordt en de populatiedichtheden lager worden wordt de hazelskink beschouwd als een niet-bedreigde soort. De hazelskink komt in een groot deel van het areaal nog algemeen voor.